# رحلة رائعة (فلم)
رحلة رائعة (بالإنجليزية: Fantastic Voyage) هو فيلم حركة تم إنتاجه في الولايات المتحدة وصدر في سنة 1966. الفيلم من إخراج ريتشارد فليشر.

## الميزانية والإيرادات
بلغت تكلفة إنتاج الفيلم حوالي 5,115,000 دولار بينما حقق أرباحا تقدر بـ 12,000,000 دولار.

### ترشيحات وجوائز
| السنة | الحدث  | الفئة          | النتيجة  |
| ----- | ------ | -------------- | -------- |
|       | أوسكار | أفضل إنتاج فني | فـــــوز |

## وصلات خارجية
- مقالات تستعمل روابط فنية بلا صلة مع ويكي بيانات